# Gudmundshögen (Frånö)
Gudmundshögen på Frånö är en storhög eller kungshög, 25-30 meter i diameter och 4.5 meter hög.
Hög, 25-30 m diameter och 4.5 m hög. Högen är starkt skadad på alla sidor. I nordväst och väster är två källare inbyggda i högen. Södra kanten är skadad av väg. I östsluttningen är ett antal stenar, 0.5-1 meter stora. På den västnordvästra delen av toppen är ett järnrör nedgrävt.  Ekdahl ( 1827-1830 manuskript ATA) omtalar att man i högen hittat en sporre, som skickats till Stockholm. 
Under bronsåldern byggdes rösen som gravar i Ångermanland.
30 meter väster om hög nr 1 finns en högliknande lämning med otydlig begränsning, 4.5x3.5 meter stor och 0.3 meter hög. I östra kanten är en sten. Bildningen är skadad i västra kanten av en väg. På toppen fanns en flaggstång. Det är sannolikt bara en täkt berghäll.
Högen finns omnämnd i flera källor bevarade i ATA, Ekdahl, 1827-30, Sidenbladh, 1864-68, nr 235, ATA, E. Olsson 1908-11, s. 17-18, ATA, RAÄ specialinventering 1949, ATA dnr 2079/1953, 3963/1953. 
Högens namn skulle härröra från en Storman i trakten som gett namn åt Gudmundrå socken. I Västra Karup i Båstad kommun finns en hög med samma namn.